# Cistanthe monosperma
Cistanthe monosperma är en källörtsväxtart som först beskrevs av E. Greene, och fick sitt nu gällande namn av M.A. Hershkovitz. Cistanthe monosperma ingår i släktet Cistanthe och familjen källörtsväxter. Inga underarter finns listade i Catalogue of Life.